# Vladimír Kulich
Vladimír Kulich (Praga, 14 luglio 1956) è un attore cecoslovacco naturalizzato canadese.

## Carriera
È noto al grande pubblico per aver interpretato il ruolo di Buliwyf nel film del 1999 Il 13º guerriero a fianco di Antonio Banderas, oltre che per i ruoli dello svedese in Smokin' Aces e del mafioso russo Vladimir Pushkin in The Equalizer - Il vendicatore. Ha interpretato Tiberius in Ironclad, Erik nella serie televisiva Vikings. È comparso in una puntata di X Files dal titolo Dod Kalm. Ha inoltre interpretato il ruolo di La Bestia nella serie televisiva Angel
I suoi esordi sono avvenuti in teatro nella città natale. Successivamente trasferitosi in Canada a Montréal con la madre dopo il divorzio dei genitori, ebbe l'opportunità di mettersi in luce prima come sportivo (giocava a hockey) e poi come attore. Tuttavia, in quanto sosteneva di non avere futuro da giocatore di hockey, decise di intraprendere la carriera di attore. Parla quattro lingue (ceco, inglese, ungherese e francese) ed è impegnato in numerose associazioni caritatevoli.

## Filmografia parziale

### Cinema
- Necronomicon, regia di Christophe Gans, Shūsuke Kaneko e Brian Yuzna (1993)
- Tempesta di fuoco (Firestorm), regia di Dean Semler (1998)
- Il 13º guerriero (The 13th Warrior), regia di John McTiernan (1999)
- Smokin' Aces, regia di Joe Carnahan (2006)
- Ironclad, regia di Jonathan English (2011)
- The Equalizer - Il vendicatore (The Equalizer), regia di Antoine Fuqua (2014)
- Savage Dog - Il selvaggio (Savage Dog), regia di Jesse V. Johnson (2017)
- The Debt Collector, regia di Jesse V. Johnson (2018)

### Televisione
- Neon Rider - serie TV, episodio 1x01 (1989)
- Oltre la legge - L'informatore (Wiseguy) - serie TV, episodio 3x01 (1989)
- MacGyver - serie TV, 3 episodi (1989)
- Booker - serie TV, 2 episodi (1989)
- The Great Los Angeles Earthquake - serie TV (1990)
- California - serie TV, episodio 13x16 (1992)
- Il commissario Scali - serie TV, 2 episodi (1992)
- Highlander - serie TV, episodio 1x06 (1992)
- Cobra Investigazioni (Cobra) - serie TV, episodio 1x22 (1994)
- M.A.N.T.I.S. - serie TV, episodio 1x06 (1994)
- X-Files (The X-Files) - serie TV, episodio 2x19 (1995)
- Angel - serie TV, 8 episodi (2002)
- Chuck - serie TV, episodio 5x13 (2012)
- Vikings - serie TV, 4 episodi (2013)
- Training Day - serie TV, episodio 1x03 (2017)
- S.W.A.T. - serie TV, episodio 4x02 (2017)